# Bryon Kiefer
Bryon Kiefer (Groningen, 31 maart 1986) is een Nederlands voetballer. Hij speelde enkele seizoenen profvoetbal als verdediger bij BV Veendam, maar vertrok naar het amateurvoetbal medio 2009 nadat zijn contract bij de Groningse club niet werd verlengd. Nu speelt de geboren Groninger in Lelystad bij SV Lelystad '67
.

## Statistieken
| Seizoen | Club       | Competitie     | Wedstrijden | Doelpunten |
| ------- | ---------- | -------------- | ----------- | ---------- |
| 2006/07 | BV Veendam | Eerste Divisie | 2           | 0          |
| 2007/08 | BV Veendam | Eerste Divisie | 17          | 0          |
| 2008/09 | BV Veendam | Eerste Divisie | 3           | 0          |